# Yxpila

Yxpila (finska: Ykspihlaja) är en hamn, bosättnings- och storindustriområde samt trafikplats för järnväg i Karleby stad. 
Yxpila är en havsnära stadsdel väster om Karleby centrum. Avståndet till centrum är cirka fem kilometer. Den skyddade viken i Yxpila användes på 1700-talet som vinterhamn, och för detta ändamål lodade man senast på 1760-talet en farled. På 1820-talet ansöktes det om tillstånd att få använda stranden vid Potten som upplagsplats för exportgods. Där ligger Potten gästhamn.